# Borato de trimetilo
El borato de trimetilo es un compuesto organoborónico de fórmula B(OCH3)3. Es un líquido incoloro que arde con una llama verde. Es un intermediario en la preparación del borohidruro sódico y un reactivo popular en química orgánica. Es un ácido de Lewis débil (AN = 23, método de Gutmann-Beckett).
Los ésteres de borato se preparan calentando ácido bórico u óxidos de boro relacionados con alcoholes en condiciones en las que se elimina el agua.

## Aplicaciones
El borato de trimetilo es el principal precursor del borohidruro de sodio por su reacción con el hidruro de sodio:
4 NaH + B(OCH3)3 → NaBH4 + 3 NaOCH3
Es un antioxidante gaseoso en la soldadura fuerte y el flujo de soldadura. Por lo demás, el trimetil borato no tiene aplicaciones comerciales anunciadas. Se ha estudiado su uso como retardante del fuego y como aditivo en algunos polímeros.

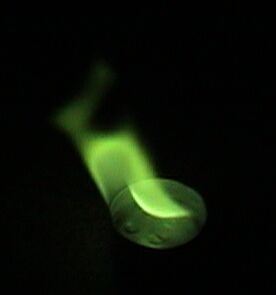
Fuego verde del ácido bórico en metanol

### Síntesis orgánica
Es un reactivo útil en síntesis orgánica, como precursor de los ácidos borónicos, que se utilizan en los acoplamientos de Suzuki. Estos ácidos borónicos se preparan mediante la reacción del trimetil borato con reactivos de Grignard seguida de hidrólisis:
ArMgBr + B(OCH3)3 → MgBrOCH3 + ArB(OCH3)2
ArB(OCH3)2 + 2 H2O → ArB(OH)2 + 2 HOCH3